# Partido Magdalena
Magdalena ist ein Partido im Norden der Provinz Buenos Aires in Argentinien. Laut einer Schätzung von 2019 hat der Partido 20.493 Einwohner auf 1.863 km². Der Verwaltungssitz ist die Stadt Magdalena.

## Orte
Magdalena ist in 6 Ortschaften und Städte, sogenannte Localidades, unterteilt.
- Magdalena (Verwaltungssitz)
- General Mansilla
- Atalaya
- Vieytes
- Roberto J. Payró
- Los Naranjos